# Aniela Świderska
Aniela Świderska-Pawlik (ur. 29 lipca 1925, zm. 28 stycznia 2021) – polska aktorka teatralna, filmowa, telewizyjna oraz dubbingowa.

## Życiorys
Jej debiut teatralny miał miejsce 20 listopada 1946 w Teatrze Wybrzeże w Gdańsku, w którym występowała do 1949. Występowała w teatrach:
- 1946–1949: Wybrzeże w Gdańsku
- 1949–1952: Stefana Jaracza w Łodzi
- 1952–1957: Narodowym w Warszawie
- 1957–1958: Ateneum w Warszawie
- 1958–1974: Polskim w Warszawie
- 1974–1991: Powszechnym w Warszawie

W latach 1980–2000 była wykładowczynią Akademii Teatralnej w Warszawie. W 1949 została odznaczona Nagrodą Artystyczną Wybrzeża Gdańskiego za rok 1948, a w 1975 Srebrnym Krzyżem Zasługi. W latach 50., 60. i 70. XX w. użyczała głosu w polskich wersjach językowych.
Była żoną aktora Bronisława Pawlika (1926–2002), z którym miała córkę.
Zmarła 28 stycznia 2021 w wieku 95 lat. 9 lutego została pochowana w grobie rodzinnym na cmentarzu Powązkowskim w Warszawie (kw. J-5-22).

## Filmografia

### Filmy i seriale
- 1998: Matki, żony i kochanki II – matka Cezarego
- 1995: Matki, żony i kochanki – matka Cezarego
- 1993: Goodbye Rockefeller – babcia Beaty
- 1992: Żegnaj, Rockefeller – babcia Beaty
- 1992: Kuchnia polska – matka Kowalczyka (odc. 3)
- 1990: W środku Europy – babcia Bogusia
- 1990: Korczak
- 1990: Rozmowy o miłości – matka Ewy
- 1987: Śmierć Johna L. – matka Zbyszka
- 1977–1978: Układ krążenia – Jadwiga, gospodyni doktora Czarnobila
- 1977: Lalka
- 1976: Niedzielne dzieci – pracownica ośrodka adopcyjnego
- 1970: Pejzaż z bohaterem
- 1970: Przygody psa Cywila – kierowniczka domu dziecka
- 1964: Nieznany

Źródło: Filmpolski.pl.

### Teatr TV
- 1993: Niedaleko Konigsallee – Mertersheimer
- 1989: Małżeństwo Marii Kowalskiej – matka Adama Bieli
- 1986: Spiskowcy – matka Haldina
- 1980: Cyrano de Bergerac – ochmistrzyni
- 1979: Czarownice z Salem – Ann Putnam
- 1974: Ondyna
- 1971: Nieznany sprawca – Ramsey
- 1970: Dziewczęta z Nowolipek
- 1966: Śniadanie roku 1943

Źródło: Filmpolski.pl.

### Polski dubbing
- 1965: Winnetou i król nafty
- 1963: Ikaria XB 1
- 1962: Ilektra – Ilektra
- 1961–1966: Koń, który mówi
- 1955: Jutrzenka
- 1955: Czarna teczka – Danielle
- 1953: Jegor Bułyczow i inni – Warwara
- 1950: Wszystko o Ewie – Margo Channing
- 1949: Żebro Adama – Amanda Bonner
- Pan inspektor przyszedł